# Dame Ô
 (août 2025).
Motif : Sourçage primaire et régional, admissibilité pas évidente
- Archive Wikiwix
- Bing
- Cairn
- DuckDuckGo
- E. Universalis
- Gallica
- Google
- G. Books
- G. News
- G. Scholar
- Persée
- Qwant
- (zh) Baidu
- (ru) Yandex
- (wd) trouver des œuvres sur Wikidata

| 1. | Préciser le motif de la pose du bandeau. | Précisez le motif de la pose du bandeau en utilisant la syntaxe suivante : {{admissibilité à vérifier\|date=août 2025\|motif=remplacez ce texte par le motif}}              |
| 2. | Informer les utilisateurs concernés.     | Pensez à avertir le créateur de l'article, par exemple, en insérant le code ci-dessous sur sa page de discussion : {{subst:avertissement admissibilité à vérifier\|Dame Ô}} |

Dame Ô est une pièce de théâtre, écrite par le Dr. Maxime Sodji et ses patients en 2014 et publiée l'année suivante aux éditions Black-out. Mise en scène par Thierry Charrière et produite par Fabrice Garcia-Carpintero.
Une des particularités de la pièce vient du fait qu'elle ait été adaptée de témoignages d'une trentaine de patients ayant vécu une chirurgie bariatrique. Il s'agit d'une comédie dramatique qui a également une portée informative et de sensibilisation des problèmes rencontrés par les personnes en situation d'obésité.

## Création
Après l'écriture de son livre le Poids des Mots en 2009, dans lequel le Dr. Maxime Sodji a donné pour la première fois la parole à ses patients, sous forme de poésies écrites avant, pendant et après l'opération de chirurgie de l'obésité, il constate chez ses patients une demande d'ateliers en lien avec le théâtre et la théâtro-thérapie. Il décide ainsi de mettre en place des séances d'écriture qui donneront lieu à la création de la pièce Dame Ô, initialement nommée Dame Obésité.
Elle est aujourd'hui considérée comme une référence en médecine narrative.

## Présentation

### Personnages
- Dame Obésité : dans son fauteuil roulant créé sur mesure pour supporter ses 300 kilos, elle est la narratrice de la pièce, elle observe l'action tout en exposant son point de vue sur la grossophobie et l'intégration des personnes en situation d'obésité dans la société[6].
- Marie et Hélène sont deux femmes qui se font opérer ; en réussite toutes les deux, l'une s'adapte correctement à sa nouvelle vie, l'autre a beaucoup de mal avec la perception de son corps après la perte importante de poids. La relation au miroir est souvent abordée.
- Claude est un homme opéré, mais en échec.

## Distinctions
- - Prix de santé publique CPAM, catégorie prévention sanitaire et sociale, pour Dame Ô, 2014[7].
  - Prix du meilleur projet participatif français, pour Dame Ô, 2014[8].
  - Mention des internautes au prix national Talent de Patient, pour Dame Ô, 2015[9].